# Кызылту (Алтайский край)
Кызылту — посёлок в Панкрушихинском районе Алтайского края России. Входит в состав Романовского сельсовета. Основной население — казахи 

## География
Расположен в северо-западной части края.
Климат континентальный, средняя температура января составляет −18,7 °C, июля — 22 °C. Годовое количество атмосферных осадков — 465 мм.

## История
Возник в 1936 году как казахский колхоз «Кызылту» (Красное Знамя).
Посёлок входит в муниципальное образование «Романовский сельсовет» согласно муниципальной и административно-территориальной реформе 2005 года.

## Население
| 1997 | 1998 | 1999 | 2000 | 2001 | 2002 | 2003 | 2004 | 2005 |
| ---- | ---- | ---- | ---- | ---- | ---- | ---- | ---- | ---- |
| 182  | ↘180 | ↗186 | ↗190 | ↘164 | ↗181 | ↘180 | ↘177 | →177 |
| 2006 | 2007 | 2008 | 2009 | 2010 | 2011 | 2012 | 2013 |      |
| ↗178 | ↘176 | ↘135 | ↗148 | ↘141 | ↘137 | ↘126 | ↘124 |      |

национальный состав
Согласно результатам переписи 2002 года, в национальной структуре населения казахи составляли 99 % от 180 жителей.

## Инфраструктура
Экономика
Основное направление экономики — сельское хозяйство.

## Транспорт
Посёлок доступен автомобильным транспортом.
Подходит дорога общего пользования межмуниципального значения «подъезд к пос. Кызылту» (идентификационный номер 01 ОП МЗ 01Н-3211) протяжённостью 5,282 км.